# Festen
Festen (Deens voor Het Feest) is een Deense dramafilm uit 1998 onder regie van Thomas Vinterberg. De productie kwam in Engelstalige landen uit onder de titel The Celebration. Festen werd tegelijkertijd met Idioterne (De idioten) als een van de twee eerste Dogma 95-films gepresenteerd tijdens het filmfestival van Cannes 1998.
Festen werd genomineerd voor zowel de Golden Globe, de BAFTA Award, de British Independent Film Award als de César voor beste niet-Engelstalige film. De productie won 27 andere prijzen daadwerkelijk, waaronder de European Film Award voor Europese ontdekking van het jaar (Vinterberg), de Film Independent Spirit Award voor beste niet-Engelstalige film, de juryprijs van het Filmfestival van Cannes 1998, Bodil Awards voor beste film en beste acteur (Ulrich Thomsen), Robert Awards voor beste film, beste scenario, beste cinematografie, beste montage, beste acteur (Thomsen), beste bijrolspeler (Thomas Bo Larsen) en beste bijrolspeelster (Birthe Neumann) en de publieksprijs van het International Film Festival Rotterdam 1999.

## Verhaal
De schijnbaar volledig geslaagde Helge viert zijn zestigste verjaardag in het familiehotel. Zijn vrouw Else, zoons Christian en Michael, dochter Helene en tal van vrienden en intimi verzamelen zich in het etablissement voor een groot, gezellig feest. De enige grote afwezige is dochter Linda, die kort daarvoor zelfmoord pleegde. Tijdens het diner neemt Christian het woord voor een speech. Daarin verkondigt hij ten overstaan van iedereen dat zijn vader Linda en hem vroeger seksueel misbruikte. Het blijkt de eerste van een reeks gebeurtenissen waarin verschillende aanwezigen hun ware gezichten tonen.

## Acteurs
| Acteur           | Personage              |
| ---------------- | ---------------------- |
| Ulrich Thomsen   | Christian Klingenfeldt |
| Henning Moritzen | Helge Klingenfeldt     |
| Thomas Bo Larsen | Michael Klingenfeldt   |
| Paprika Steen    | Helene Klingenfeldt    |
| Birthe Neumann   | Else                   |
| Trine Dyrholm    | Pia                    |
| Helle Dolleris   | Mette                  |
| Therese Glahn    | Michelle               |
| Klaus Bondam     | Helmut                 |
| Bjarne Henriksen | Kok                    |

## Trivia
- Regisseur Thomas Vinterberg speelt zelf ook een kleine bijrol als taxichauffeur.
- Op de dvd van Festen staat onder meer een 20 minuten durende alternatieve versie van het einde van de film.
- Een toneelversie van Festen is in het seizoen 2002-2003 in Nederland gespeeld door De Ploeg (2002).
- Het openluchtspel in Jorwerd speelde in 2010 een eigen bewerking van Festen onder de titel It Feest.[1]
- In Australië werd een musicalversie van Festen opgevoerd, met onder andere Jason Donovan.